# クォークグルーオンプラズマ
クォークグルーオンプラズマ（英: Quark-Gluon Plasma, QGP）とは、高温・高密度状態において存在すると予想されているクォークおよびグルーオンからなるプラズマ状態である。高密度状態におけるハドロンからのクォークの解放は1975年にJohn C. CollinsとMalcolm John Perryによって予言され、同年、高温状態におけるクォークの解放がニコラ・カビボとGiorgio Parisiによって予言された。

## 概要
低温・低密度状態では、クォークはハドロンの中に閉じ込められており、単独で取り出すことはできない。量子色力学(QCD)による理論計算によると、核子の密度が低い場合は150～200MeV (約1012K)以上の高温状態、ゼロ温度では通常の核子の密度の10倍程度の高密度状態で、多体効果によりその系はクォークとグルーオンからなるガス状態になると予想されている。
クォークグルーオンプラズマはビッグバン後の初期宇宙（高温状態）、あるいは中性子星の内部で実現されていると考えられている。これらをそのまま地球上で再現することは不可能であるが、高エネルギーの重イオンを衝突させることで瞬間的に高温高圧を発生させ、実験的にクォークグルーオンプラズマを作ることが出来ると考えられている。
ブルックヘブン国立研究所 (BNL) の相対論的重イオン衝突型加速器 (RHIC) による実験は、高温高密度物質に関する様々な新現象を明らかにしたが、それらがQGPで説明できるという決定的な証拠はまだない。2005年4月の報告では、QGPを完全流体（粘性がゼロの流体）であると仮定したときの相対論的流体力学モデルと矛盾しない性質が得られており、これはQGP中の粒子が強く相互作用し合う状態（強相関プラズマ）であることを示唆している。さらに、2008年に稼働した欧州原子核研究機構 (CERN) の大型ハドロン衝突型加速器 (LHC) によるATLAS、CMS、ALICE実験でのさらなる研究によって、量子色力学に基づく理解が得られることが期待されている。

## 理論から予想される性質

### 状態方程式（バッグ模型）
有限温度のハドロンガスやQGPの状態方程式（熱力学量と温度の関係式）を理論的に予言することは、その熱力学的な性質を知るために重要である。これらの関係式は、十分に低温・高温状態に限っては、統計力学を用いてシュテファン＝ボルツマンの法則（光子気体の状態方程式）を導いたのと同様の方法で導出できる。
以下の議論では、単純化するために質量ゼロのクォークのみを考える。このとき、転移温度以下のハドロン相においては質量ゼロのパイ中間子が真空から励起し、QGP相においては質量ゼロのクォークやグルーオンが励起する。十分低温においては、パイ中間子の間に働く相互作用が十分弱くなることがカイラル摂動論によって証明されている。一方、十分高温においては、クォークやグルーオンの運動量が十分大きいので、漸近的自由性により結合定数は小さくなる。従って、十分低温・高温の場合に限っては、相互作用の無い自由なパイ中間子ガス、自由なクォーク・グルーオンのガスと見做す近似が可能となり、一般的な統計力学の手法が適用できる。
パイ中間子のみからなる有限温度のハドロンガスに対して、圧力P、エネルギー密度ε、エントロピー密度sは以下のように表せる。
{\displaystyle P_{\mathrm {H} }=d_{\mathrm {\pi } }{\frac {\pi ^{2}}{90}}T^{4}}
{\displaystyle \varepsilon _{\mathrm {H} }=3d_{\mathrm {\pi } }{\frac {\pi ^{2}}{90}}T^{4}}
{\displaystyle s_{\mathrm {H} }=4d_{\mathrm {\pi } }{\frac {\pi ^{2}}{90}}T^{3}}
ここで、dπは南部＝ゴールドストンボソンの自由度（縮退因子）の数で、クォークのフレーバー数がNfのとき
{\displaystyle d_{\mathrm {\pi } }=N_{f}^{2}-1}
である。例えば、Nf=2の場合はπ0、π＋、π－の3つである。
一方、QGPに対する、圧力、エネルギー密度、エントロピー密度は以下のように表せる。
{\displaystyle P_{\mathrm {QGP} }=d_{\mathrm {QGP} }{\frac {\pi ^{2}}{90}}T^{4}-B}
{\displaystyle \varepsilon _{\mathrm {QGP} }=3d_{\mathrm {QGP} }{\frac {\pi ^{2}}{90}}T^{4}+B}
{\displaystyle s_{\mathrm {QGP} }=4d_{\mathrm {QGP} }{\frac {\pi ^{2}}{90}}T^{3}}
ここで、dQGPはグルーオンとクォークの自由度の数で、
{\displaystyle d_{\mathrm {QGP} }=2_{\mathrm {spin} }\times (N_{c}^{2}-1)+{\frac {7}{8}}\times 2_{\mathrm {spin} }\times 2_{\mathrm {q{\bar {q}}} }\times N_{c}\times N_{f}}
である。グルーオンに対してはスピンとカラーの自由度を、クォークに対してはスピン、粒子・反粒子、カラー、フレーバーの自由度を足し上げている。クォークの自由度に掛けられている因子7/8はフェルミ分布関数から来る因子である。さらに、パラメータB＞0はMITバッグ模型において導入されたバッグ定数と同じものであり、2つの異なる真空の構造の差を決定する。すなわち、ゼロ温度ゼロ密度において、QGPの存在する真空はハドロンの存在する真空と比べて圧力はBだけ低く、エネルギー密度はBだけ高い。
例えば、Nc=3、Nf=2の場合、ハドロンガスの自由度は3、QGPの自由度は37となる。このようなハドロン相からQGP相への相転移に伴う自由度の増大によって、圧力やエネルギー密度、エントロピー密度は劇的に増大する。特に、エネルギー密度とエントロピー密度の値は、転移温度において不連続に跳びを持つ。これは、一次相転移に特徴的な振る舞いである。
ハドロンガスとQGPで圧力が等しくなる温度を転移温度とすると、
{\displaystyle T_{c}=\left({\frac {90}{\pi ^{2}}}{\frac {B}{d_{\mathrm {QGP} }-d_{\mathrm {\pi } }}}\right)^{1/4}}
となる。Nc=3、Nf=2、B1/4～220MeVとすると、Tc～160MeVとなる。
上述の議論においては、粒子間に働く相互作用が完全に無視されているが、実在気体を考える際には、当然、相互作用を考慮すべきである。そのような相互作用は、十分低温においてはカイラル摂動論、十分高温では摂動論的QCDを用いて導入される。しかし、転移温度付近の振る舞いは、その非摂動的な性質から解析的に記述するのは難しく、格子QCDによる数値計算のような非摂動的なアプローチが必要である。

### 状態方程式（格子QCD）
格子QCDを用いると、モンテカルロ法による数値積分によって第一原理（QCDラグランジアン）に基づいて熱力学量の温度依存性を計算することができる。
この方法では、転移温度付近でエントロピー密度が急激に増大し、圧力が連続的に増加する振る舞いが確認できる。高温極限において、圧力とエントロピー密度は一定の値に収束するが、この値は理想気体の場合よりも幾らか小さい値をとる。このように、高温領域で理想気体の場合と異なる振る舞いを見せるのは、クォークやグルーオンの相互作用が反映されているためである。

## 高エネルギー重イオン衝突実験
クォークグルーオンプラズマを探索する実験は1980年代から行われている。実験に用いられる加速器として以下のものがある。
- アメリカ、ローレンス・バークレー国立研究所 (LBL) のベバトロン (Bevatron)
- ドイツ、重イオン研究所 (GSI) の重イオン・シンクロトロン (SchwerIonen-Synchrotron, SIS)
- アメリカ、ブルックヘブン国立研究所 (BNL) の強集束シンクロトロン (Alternating Gradient Synchrotron, AGS)
- ヨーロッパ、欧州原子核研究機構 (CERN) のスーパー陽子シンクロトロン (Super Proton Synchrotron, SPS)
- アメリカ、ブルックヘブン国立研究所 (BNL) の相対論的重イオン衝突型加速器 (Relativistic Heavy Ion Collider, RHIC)
- ヨーロッパ、欧州原子核研究機構 (CERN) の大型ハドロン衝突型加速器 (Large Hadron Collider, LHC)

現在はGSI、CERN、BNLで実験が行われている。

## 重イオン衝突実験におけるQGPの証拠
重イオン衝突実験においてQGPが生成した際に観測されうる物理現象の候補として、以下の現象が期待されている。
- エントロピー密度の急激な増大によるハドロンの平均横運動量の増大
- ハンブリー・ブラウン＝トゥイス効果
- ストレンジクォークやチャームクォーク、ハイペロンの増加（ストレンジネス生成）
- 反粒子の増加
- 生成粒子の方位角異方性（楕円型フロー）
- 生成クォークのエネルギー損失によるジェットの抑制（ジェット・クエンチング）
- 物理量のゆらぎ効果の抑制
- 色荷に対するデバイ遮蔽効果によるクォーコニウム（J/Ψ、Υ等）の性質変化（クォーコニウム抑制）
- カイラル対称性の破れ・回復に伴う軽いベクトル中間子（ρ、ω、φ等）の性質変化
- QGPからの熱放射による熱的な光子、レプトン対の増加

## 関連する物理学者
- 浜垣秀樹
- 永宮正治
- 宮村修
- 鷲見義雄
- 八木浩輔
- 三明康郎
- 杉立徹
- 秋葉康之
- 志垣賢太
- 江角晋一
- 小澤恭一郎
- 松井哲男
- 初田哲男
- 浅川正之
- 金田雅司
- 平野哲文
- 郡司卓